# Syncolostemon stalmansii
Syncolostemon stalmansii là một loài thực vật có hoa trong họ Hoa môi. Loài này được (A.J.Paton & K.Balkwill) D.F.Otieno mô tả khoa học đầu tiên năm 2006.